# Agathe Backer Grøndahl
Agathe Backer Grøndahl (født 1. december 1847 i Holmestrand, død 4. juni 1907 på Ormøya i Aker) var en norsk pianist og komponist.
Grøndahl begyndte sine studier i musik i Oslo sammen med Otto Winther-Hjelm, Halfdan Kjerulf og Ludvig Mathias Lindeman. Hun fortsatte studierne i Berlin fra 1865 og blev her kendt for sin fortolkning af Beethovens 5. Pianokoncert. Senere studerede hun ved Hans von Bülow i Firenze og ved Franz Liszt i Weimar i 1873. Hun blev gift med Olams Andreas Grøndahl i 1875. 
I alt komponerende hun over 400 musikstykker fordelt på 70 opus, og var en prominent skikkelse i norsk musikliv. Hun var nær ven af Edvard Grieg. Hun blev næsten totalt døv i sine sene år, og måtte derfor opgive karrieren som udøvende kunstner.
Agathe Backer Grøndahl var søster til den kendte maler, Harriet Backer.